# Тед Дибиаси
Теодор Марвин „Тед“ ДиБиаси Младши (роден на 8 ноември 1982 г.) е бивш американски професионален кечист. Той е бивш двукратен отборен шампион шампион с бившия си партньор, Коуди Роудс. От време на време актьор в киното. След като е обучен от Крис Йънгблъд и се подлага на по-нататъшно обучение в кеч академията на Харли Реис, ДиБиаси прави професионалния си дебют по кеч на 8 юли 2006 г.
Той печели отборните титли на Fusion Pro с брат си Майк ДиБиаси, през февруари 2007 г., за кратко в японската федерация Pro Wrestling Noah. Той подписва договор с Световната федерация по кеч (WWE) през юли 2007 г. е пратен за развитие във федерацията за новаци Florida Championship Wrestling (FCW). Той се присъединява към Харт Фондацията за кратък период от време, преди да спечели първата си титла във FCW Southern Heavyweight Championship през декември 2007 г. Поради травма, той се отказва от титлата през януари 2008 г.

### Прякори
- - Щастливия Син
  - Сина На Милиони Долари

### Интро песни
- - Priceless By Jim Johnston (FCW/WWE) (30 юни 2008-19 януари 2009)
  - Priceless (Remix) By Jim Johnston (WWE) (26 януари 2009-8 юни 2009)
  - It's A New Day By Adelitas Way (WWE) (15 юни 2009-13 септември 2010)
  - I Come From Money By S-Preme (WWE) (20 септември 2010-12 октомври 2013)

### Завършващи Движения
- Dream Street (Cobra Clutch Slam)
- Cobra Clutch Legsweep
- Million Dollar Dream (Cobra Clutch) – прави я в чест на баща му
- Fist Drop – прави я в чест на баща му
- Diving Double Foot Stomp
- Half Nelson Backbreaker
- Inverted Atomic Drop
- Multiple Elbow Drops
- Dropkick
- Running High Knee
- Rebound Clothesline
- Snap Scoop Powerslam
- Suicide Dive
- Sitout Spinebuster

### Титли и отличия
- Florida Championship Wrestling
  - FCW Southern Heavyweight Championship (1 път)

- Fusion Pro Wrestling
  - FPW Tag Team Championship (1 път) – с Майк ДиБиаси II

- Про Kеч (Pro Wrestling Illustrated)
  - PWI го класира #104 от 500-те най-добри кечисти в PWI 500 през 2012 г.

- World Wrestling Entertainment
  - Шампион за Милиони Долари (1 път)
  - Световен Отборен шампион (2 пъти) – с Коуди Роудс